# Bătălia de la Bilecia
Bătălia de la Bilecia a avut loc pe 27 august 1388 între forțele bosniace conduse de ducele Vlatko Vukovici și cele otomane aflate sub conducerea lui Lala Șahin Pașa. Armata lui Vlatko număra 7.000 de luptători din Bosnia, fiind mult inferioară oștii Imperiului Otoman care strânsese 18.000 de luptători. Acestea s-au înfruntat prima dată la Rudine, bosniacii, deși puțini, în cele din urmă au învins în apropiere de oraș Bilecia, ceea ce a întârziat avansul otoman în Bosnia. Șahin Pașa a scăpat fugind, în timp ce pierderile bosniacilor învingători erau nesemnificative.
Bătălia a impresionat populația bosniacă a acelei perioade, gravând pe mormântul ducelui Vlatko din apropriere de Stolac următoarea inscripție:
„Ase leži dobri čoek Vlatko Vuković. Vojvoda Vlatko je prvi pobijedio Turke kod Bileće 27. avgusta 1388.”
(Aici se odihnește bunul om Vlatko Vukovici. Ducele Vlatko a fost primul care i-a înfrânt pe turci la Bilecia 27 august 1388.)